# Oorlogje (kaartspel)
Oorlogje is een kaartspel voor minimum 2 spelers.

## Doel
De bedoeling van het spel is zoveel mogelijk slagen te winnen. Als er een speler overblijft die alle (of de meeste) speelkaarten bezit, wint deze en is het spel gedaan.

## Spelregels
Om oorlogje te spelen heeft men een compleet kaartspel nodig van 52 kaarten en eventueel drie jokers. De waarde van de kaarten is als gebruikelijk: de laagste kaart is een twee en de hoogste kaart is de aas (als je met jokers speelt zijn deze het hoogst). De kleur van de kaarten maakt niet uit.
Voor het spel begint, moet er een speler (de deler) de kaarten schudden en ze een voor een aan alle spelers uitdelen met de afbeelding naar beneden gericht.
De speler naast de deler mag beginnen. Deze legt nu de bovenste kaart van zijn stapel open op tafel zodat iedereen tegelijk kan zien welke kaart het is. De andere spelers leggen net zoals de eerste speler ook hun bovenste kaart op tafel. Degene die de kaart met de hoogste waarde heeft, wint de slag, krijgt de kaarten van alle spelers en steekt deze onderaan zijn stapel. De winnaar mag een nieuwe slag beginnen door zijn bovenste kaart opnieuw open te leggen. Als er twee of meer kaarten de hoogste waarde hebben, moeten de twee spelers allebei nog twee kaarten leggen: één met de afbeelding naar beneden en de andere leggen ze daarop met de afbeelding naar boven gericht. De winnaar van dit duel is degene met de hoogste waarde van de laatst gelegde kaart en krijgt daarom alle kaarten die op tafel liggen, inclusief de gesloten kaart. Als er twee kaarten dezelfde waarde hebben, maar er is nog een hogere kaart dan deze, dan wint gewoon de hoogste kaart. Dit geldt ook voor drie of vier dezelfde kaarten.
Als een speler geen kaarten meer heeft is hij dood en kan dus niet meer meedoen. De overgebleven spelers gaan door totdat iemand alle kaarten heeft verzameld. Als het spel te lang duurt en niemand alle kaarten heeft, wint de speler met de meeste kaarten.

## Varianten op dit kaartspel
- Op het eerste gezicht kan men een aas (of joker) nooit verliezen. Het kan echter wel in een duel. Dit kan gewijzigd worden door af te spreken dat de twee van de hoogste kaart wint.
- Het is niet verplicht om een voor een uit te delen. Dit kan ook per twee, per drie, per vier, etc.
- Het is ook niet verplicht om een voor een de kaarten open op tafel te leggen. Iedereen mag ook tegelijk zijn bovenste kaart op tafel neer leggen.